# Campeonato de Primera C 1989-90 (Argentina)
El Campeonato de Primera C 1989-90 fue la quincuagésima sexta edición del certamen y la cuarta de esta división como cuarta categoría del fútbol argentino. Fue disputado entre el 1 de julio de 1989 y el 23 de mayo de 1990 por 19 equipos.
Se incorporaron para esta temporada Midland y Barracas Central, campeón y segundo ascendido de la Primera D, respectivamente, así como Argentino de Rosario y Defensores Unidos, descendidos de la Primera B Metropolitana. El torneo estuvo conformado por 19 equipos, que jugaron un torneo largo de 38 fechas.
El campeón fue Berazategui, que de esta manera obtuvo el primer ascenso, mientras que el segundo fue para Argentino de Rosario, ganador del Torneo reducido.
Asimismo, el torneo determinó el descenso a la Primera D del recientemente ascendido Barracas Central, último en la tabla de promedios, y de Muñiz, que perdió un desempate para mantener la categoría ante Dock Sud, equipo con el que había quedado igualado en el anteúltimo lugar de dicha tabla.

## Ascensos y descensos
| Promedio | Descendidos de la Primera C 1988-89 |
| -------- | ----------------------------------- |
| 18.°     | Brown de Adrogué                    |
| 19.°     | Justo José de Urquiza               |

| Posición  | Ascendidos de la Primera D 1988-89 |
| --------- | ---------------------------------- |
| 1.º       | Midland                            |
| Gan. red. | Barracas Central                   |

| Posición  | Ascendidos a la Primera B 1989-90 |
| --------- | --------------------------------- |
| 1.º       | Argentino de Quilmes              |
| Gan. red. | Ituzaingó                         |

| Promedio | Descendidos de la Primera B 1988-89 |
| -------- | ----------------------------------- |
| 15.º     | Argentino de Rosario                |
| 16.º     | Defensores Unidos                   |

## Equipos participantes
| Equipo                   | Ciudad            | Estadio                  | Capacidad |
| ------------------------ | ----------------- | ------------------------ | --------- |
| Argentino                | Rosario           | José Martín Olaeta       | 6800      |
| Barracas Central         | Buenos Aires      | Barracas Central         | 4400      |
| Berazategui              | Berazategui       | Norman Lee               | 5500      |
| Claypole                 | Claypole          | Rodolfo Vicente Capocasa | 1000      |
| Colegiales               | Munro             | Libertarios Unidos       | 6000      |
| Comunicaciones           | Buenos Aires      | Alfredo Ramos            | 3500      |
| Defensores de Cambaceres | Ensenada          | 12 de Octubre            | 3000      |
| Defensores Unidos        | Zárate            | Gigante de Villa Fox     | 6000      |
| Dock Sud                 | Dock Sud          | De Los Inmigrantes       | 9500      |
| Excursionistas           | Buenos Aires      | Excursionistas           | 7200      |
| Flandria                 | Jáuregui          | Carlos V                 | 5000      |
| Leandro N. Alem          | General Rodríguez | Leandro N. Alem          | 4000      |
| Lugano                   | Tapiales          | José María Moraños       | 1500      |
| Luján                    | Luján             | Municipal de Luján       | 2000      |
| Midland                  | Libertad          | Ciudad de Libertad       | 4000      |
| Muñiz                    | Muñiz             | No posee                 | 3200      |
| San Telmo                | Dock Sud          | Dr. Osvaldo Baletto      | 10 500    |
| Sarmiento                | Junín             | Eva Perón                | 17 000    |
| Tristán Suárez           | Ezeiza            | 20 de Octubre            | 15 000    |

### Distribución geográfica de los equipos
| Región                                   | Cant. | Equipos                                                                                         |
| ---------------------------------------- | ----- | ----------------------------------------------------------------------------------------------- |
| Conurbano bonaerense                     | 9     | Berazategui, Claypole, Colegiales, Dock Sud, Lugano, Midland, Muñiz, San Telmo y Tristán Suárez |
| Interior de la provincia de Buenos Aires | 5     | Defensores Unidos, Flandria, Leandro N. Alem, Luján y Sarmiento (J)                             |
| Ciudad de Buenos Aires                   | 3     | Barracas Central, Comunicaciones y Excursionistas                                               |
| Gran La Plata                            | 1     | Defensores de Cambaceres                                                                        |
| Ciudad de Rosario                        | 1     | Argentino                                                                                       |

## Formato

### Competición
Se disputó un torneo de 38 fechas por el sistema de todos contra todos ida y vuelta, quedando un equipo libre por fecha. Cada equipo quedó libre dos veces.

### Ascensos
El equipó que finalizó en la primera posición se consagró campeón y ascendió directamente. Los equipos ubicados entre el segundo y el noveno puesto de la tabla de posiciones final clasificaron al Torneo reducido, cuyo ganador obtuvo el segundo ascenso.

### Descensos
El promedio se calculó con los puntos obtenidos en la fase regular de los torneos de 1987-88, 1988-89 y 1989-90. Los equipos que ocuparon los dos últimos lugares de la tabla de promedios descendieron a la Primera D.

## Tabla de posiciones
| Pos. | Equipo               | Pts. | PJ | PG | PE | PP | GF | GC | Dif. |
| ---- | -------------------- | ---- | -- | -- | -- | -- | -- | -- | ---- |
| 1.º  | Berazategui          | 53   | 36 | 17 | 19 | 0  | 61 | 20 | 41   |
| 2.º  | Sarmiento de Junín   | 47   | 36 | 18 | 11 | 7  | 54 | 32 | 22   |
| 3.º  | Def. de Cambaceres   | 45   | 36 | 16 | 13 | 7  | 61 | 40 | 21   |
| 4.º  | Argentino de Rosario | 43   | 36 | 15 | 13 | 8  | 49 | 23 | 26   |
| 5.º  | Midland              | 42   | 36 | 16 | 10 | 10 | 55 | 45 | 10   |
| 6.º  | San Telmo            | 41   | 36 | 13 | 15 | 8  | 46 | 38 | 8    |
| 7.º  | Excursionistas       | 41   | 36 | 14 | 13 | 9  | 41 | 33 | 8    |
| 8.º  | Lugano               | 40   | 36 | 13 | 14 | 9  | 40 | 39 | 1    |
| 9.º  | Luján                | 39   | 36 | 15 | 9  | 12 | 52 | 45 | 7    |
| 10.º | Comunicaciones       | 39   | 36 | 11 | 17 | 8  | 41 | 35 | 6    |
| 11.º | Tristán Suárez       | 39   | 36 | 12 | 15 | 9  | 40 | 36 | 4    |
| 12.º | Colegiales           | 36   | 36 | 12 | 12 | 12 | 45 | 39 | 6    |
| 13.º | Flandria             | 35   | 36 | 9  | 17 | 10 | 44 | 50 | −6   |
| 14.º | Dock Sud             | 31   | 36 | 11 | 9  | 16 | 40 | 49 | −9   |
| 15.º | Leandro N. Alem      | 25   | 36 | 5  | 15 | 16 | 37 | 56 | −19  |
| 16.º | Defensores Unidos    | 25   | 36 | 6  | 13 | 17 | 39 | 61 | −22  |
| 17.º | Muñiz                | 24   | 36 | 6  | 12 | 18 | 24 | 53 | −29  |
| 18.º | Barracas Central     | 20   | 36 | 4  | 12 | 20 | 27 | 60 | −33  |
| 19.º | Claypole             | 19   | 36 | 4  | 11 | 21 | 16 | 58 | −42  |

|  | Campeón. Ascendió a la Primera B Metropolitana. |
|  | Clasificados al Torneo Reducido.                |

|  |

## Torneo Reducido

### Cuadro de desarrollo
|  | Cuartos de final         | Cuartos de final | Cuartos de final         | Cuartos de final |   |                      | Semifinales     | Semifinales     | Semifinales     | Semifinales     |  |                          | Final           | Final           | Final           | Final           |  |
|  | 5 y 9 de mayo            | 5 y 9 de mayo    | 5 y 9 de mayo            | 5 y 9 de mayo    |   |                      | 12 y 16 de mayo | 12 y 16 de mayo | 12 y 16 de mayo | 12 y 16 de mayo |  |                          | 19 y 23 de mayo | 19 y 23 de mayo | 19 y 23 de mayo | 19 y 23 de mayo |  |
|  |                          |                  |                          |                  |   |                      |                 |                 |                 |                 |  |                          |                 |                 |                 |                 |  |
|  |                          |                  |                          |                  |   |                      |                 |                 |                 |                 |  |                          |                 |                 |                 |                 |  |
|  | Midland                  | 0                | 1                        | 1                |   |                      |                 |                 |                 |                 |  |                          |                 |                 |                 |                 |  |
|  | Midland                  | 0                | 1                        | 1                |   |                      |                 |                 |                 |                 |  |                          |                 |                 |                 |                 |  |
|  | San Telmo                | 0                | 0                        | 0                |   |                      |                 |                 |                 |                 |  |                          |                 |                 |                 |                 |  |
|  | San Telmo                | 0                | 0                        | 0                |   | Midland              | 1               | 1               | 2               |                 |  |                          |                 |                 |                 |                 |  |
|  |                          |                  |                          |                  |   | Midland              | 1               | 1               | 2               |                 |  |                          |                 |                 |                 |                 |  |
|  |                          |                  | Defensores de Cambaceres | 3                | 1 | 4                    |                 |                 |                 |                 |  |                          |                 |                 |                 |                 |  |
|  | Defensores de Cambaceres | 0                | Defensores de Cambaceres | 3                | 1 | 4                    | 3               | 3               |                 |                 |  |                          |                 |                 |                 |                 |  |
|  | Defensores de Cambaceres | 0                |                          |                  |   |                      |                 |                 |                 |                 |  |                          |                 |                 |                 |                 |  |
|  | Lugano                   | 1                | 0                        | 1                |   |                      |                 |                 |                 |                 |  |                          |                 |                 |                 |                 |  |
|  | Lugano                   | 1                | 0                        | 1                |   |                      |                 |                 |                 |                 |  | Defensores de Cambaceres | 0               | 0               | 0               |                 |  |
|  |                          |                  |                          |                  |   |                      |                 |                 |                 |                 |  | Defensores de Cambaceres | 0               | 0               | 0               |                 |  |
|  |                          |                  | Argentino de Rosario     | 0                | 1 | 1                    |                 |                 |                 |                 |  |                          |                 |                 |                 |                 |  |
|  | Excursionistas           | 0                | Argentino de Rosario     | 0                | 1 | 1                    | 1               | 1               |                 |                 |  |                          |                 |                 |                 |                 |  |
|  | Excursionistas           | 0                |                          |                  |   |                      |                 |                 |                 |                 |  |                          |                 |                 |                 |                 |  |
|  | Argentino de Rosario     | 1                | 1                        | 2                |   |                      |                 |                 |                 |                 |  |                          |                 |                 |                 |                 |  |
|  | Argentino de Rosario     | 1                | 1                        | 2                |   | Argentino de Rosario | 0               | 1               | 1 (3)           |                 |  |                          |                 |                 |                 |                 |  |
|  |                          |                  |                          |                  |   | Argentino de Rosario | 0               | 1               | 1 (3)           |                 |  |                          |                 |                 |                 |                 |  |
|  |                          |                  | Sarmiento de Junín       | 0                | 1 | 1 (2)                |                 |                 |                 |                 |  |                          |                 |                 |                 |                 |  |
|  | Luján                    | 0                | Sarmiento de Junín       | 0                | 1 | 1 (2)                | 2               | 2               |                 |                 |  |                          |                 |                 |                 |                 |  |
|  | Luján                    | 0                |                          |                  |   |                      |                 |                 |                 |                 |  |                          |                 |                 |                 |                 |  |
|  | Sarmiento de Junín       | 2                | 1                        | 3                |   |                      |                 |                 |                 |                 |  |                          |                 |                 |                 |                 |  |
|  | Sarmiento de Junín       | 2                | 1                        | 3                |   |                      |                 |                 |                 |                 |  |                          |                 |                 |                 |                 |  |
|  |                          |                  |                          |                  |   |                      |                 |                 |                 |                 |  |                          |                 |                 |                 |                 |  |

- Nota: En cada llave, el equipo que ocupa la primera línea es el que definió la serie como local.

Argentino de Rosario ascendió a la Primera B Metropolitana.

## Tabla de descenso
| Pos  | Equipo               | Prom. | 1987-88 | 1988-89 | 1989-90 | Pts | PJ  |
| ---- | -------------------- | ----- | ------- | ------- | ------- | --- | --- |
| 1.º  | Berazategui          | 1,416 | -       | 49      | 53      | 102 | 72  |
| 2.º  | Excursionistas       | 1,236 | 54      | 41      | 41      | 136 | 110 |
| 3.º  | Def. de Cambaceres   | 1,209 | 45      | 43      | 45      | 133 | 110 |
| 4.º  | Sarmiento de Junín   | 1,200 | 37      | 48      | 47      | 132 | 110 |
| 5.º  | Argentino de Rosario | 1,194 | -       | -       | 43      | 43  | 36  |
| 6.º  | Midland              | 1,166 | -       | -       | 42      | 42  | 36  |
| 7.º  | Leandro N. Alem      | 1,136 | 49      | 51      | 25      | 125 | 110 |
| 8.º  | San Telmo            | 1,081 | 41      | 37      | 41      | 119 | 110 |
| 9.º  | Colegiales           | 1,054 | 51      | 29      | 36      | 116 | 110 |
| 10.º | Defensores Unidos    | 1,027 | 51      | -       | 25      | 76  | 74  |
| 11.º | Comunicaciones       | 0,981 | 31      | 38      | 39      | 108 | 110 |
| 12.º | Claypole             | 0,972 | 45      | 43      | 19      | 107 | 110 |
| 13.º | Lugano               | 0,930 | -       | 27      | 40      | 67  | 72  |
| 14.º | Luján                | 0,900 | 35      | 25      | 39      | 99  | 110 |
| 15.º | Flandria             | 0,854 | 31      | 28      | 35      | 94  | 110 |
| 16.º | Tristán Suárez       | 0,845 | 23      | 31      | 39      | 93  | 110 |
| 17.º | Dock Sud             | 0,836 | 30      | 31      | 31      | 92  | 110 |
| 18.º | Muñiz                | 0,836 | 44      | 24      | 24      | 92  | 110 |
| 19.º | Barracas Central     | 0,555 | -       | -       | 20      | 20  | 36  |

|  |                                                  |
|  | Disputaron un desempate para evitar el descenso. |

|  |                           |
|  | Descendió a la Primera D. |

### Desempate por el descenso
Al haber finalizado igualados en la anteúltima ubicación, Dock Sud y Muñiz debieron disputar un partido desempate para definir el segundo descenso de la temporada.
| Dock Sud                                                                    | 0 - 0 (4 - 2) | Muñiz | Excursionistas | 5 de mayo de 1990 |
| Muñiz descendió a la Primera D, mientras que Dock Sud mantuvo la categoría. |               |       |                |                   |

## Goleadores[2]
| Pos. | Jugador              | Jugador              | Goles | Equipo        |
| ---- | -------------------- | -------------------- | ----- | ------------- |
| 1    | Bandera de Argentina | Hugo Benito Vilchez  | 23    | Luján         |
| 2    | Bandera de Argentina | Ángel Ceferino López | 22    | Midland       |
| 3    | Bandera de Argentina | Germán Melo          | 18    | Sarmiento (J) |
| 4    | Bandera de Argentina | Adalberto Giacopuzzi | 15    | Colegiales    |
| 4    | Bandera de Argentina | Víctor Luis Martínez | 15    | Berazategui   |